# Volcán Copahué
Volcán Copahué är en vulkan i Argentina, på gränsen till Chile. Toppen på Volcán Copahué är 2 997 meter över havet.
Volcán Copahué är den högsta punkten i trakten.
Trakten runt Volcán Copahué består i huvudsak av kala bergstoppar.